# Облака над холмами
Облака над холмами (яп. 坂の上の雲), или «Тучи над холмами» — японский исторический роман Сибы Рётаро, опубликованный серийно с 1968 по 1972 год в восьми томах. Трехлетний специальный телевизионный драматический сериал NHK с участием российских актёров, основанный на романе и также названный «Тучи над холмами» (Saka no Ue no Kumo), был показан в тринадцати эпизодах с 2009 по 2011 год.
Действие романа происходит в период Мэйдзи и повествует о трех персонажах из города Мацуяма: Акияме Ёсифуру, его брате Акияме Санеюки и их друге Масаоке Цуненори, более известном как Масаока Сики . Роман повествует об их жизни с детства до Первой китайско-японской войны, завершившейся русско-японской войной.
В городе Мацуяма есть музей, посвященный роману и связанным с ним сериалам.
Английский перевод «Облака над холмами» был опубликован британской многонациональной компанией Рутледж поэтапно в четырёх томах.